# 黄金镇 (忠县)
黄金镇，是中华人民共和国重庆市忠县下辖的一个乡镇级行政单位。

## 行政区划
黄金镇下辖以下地区：
黄金社区居委、黄金村、凉泉村、斑竹村、小河村、黄土村、金银村、骑龙村、大山村、绍溪村、桃花村、双梁村、四合村、下桥村、樟木村、云丰村、甘田村、芭蕉村和东风村。